# Çivizade
Els Çivizade o Çivizadeler (plural de Çivizade en turc) fou una família de savis otomans, dos dels quals van arribar a Xaikh al-Islam al segle xvi:
- Muhyi al-Din Shaykh Muhammad (1490/1491-1547) fou shaykh al-Islam succeint a Sadi Efendi, del febrer de 1539 al 1543 o 1544. Fou el primer que fou revocat i no va conservar el càrrec vitalíciament. Va morir el setembre del 1547.
- Muhammad, fill d'Abdi Çelebi (germà de Muhyi al-Din Shaykh Muhammad) (1531-1587), fou nomenat Xaikh al-Islam el 1581 i va morir en el càrrec (6 de maig de 1587).